# Maria Dolores Pradera
María Dolores Fernández Pradera (Madrid, 29 augustus 1924 – aldaar, 28 mei 2018) vooral bekend onder haar artiestennaam Maria Dolores Pradera, was een Spaanse zangeres en actrice met een bijzonder lange carrière die begon in 1943 en pas zeventig jaar later eindigde, al ging ze het vanaf het begin van de jaren ’90 wel wat rustiger aan doen. Zij is in veel landen opgetreden en stond bekend om haar zeer eigen stemgeluid. Haar stem laat zich typeren als een contralto. Dankzij haar wereldfaam, het vermogen om diverse typisch Spaanse genres te kunnen brengen en haar elegante verschijning stond zij bekend als “La Gran Señora de la Canción” (de grote dame van het lied).
Zij werd geboren als derde in een gezin met vier kinderen. Haar kinderjaren beleefde ze in Spanje en in Chili, waar haar Asturische vader zaken deed. Haar moeder, Carmen Pradera Fuster, van Baskisch-Franse afkomst, werd echter weduwe in 1935 en vanaf dat jaar woonde María met haar familie in Spanje. María wilde graag actrice worden en kreeg haar eerste kansen in het theater waarna al snel films volgden waarin zij samenwerkte met regisseurs als Juan de Orduña, Gonzalo Degrás en Lorenzo Llobet Gracia. Voor het einde van de jaren ’40 was zij al in zes films te zien geweest. Met Fernando Fernán Gómez trouwde ze in 1945 en al waren ze al van tafel en bed gescheiden in 1957, de scheiding werd pas bijna 30 jaar later officieel uitgesproken. Met Gómez kreeg ze twee kinderen: Fernando jr. en Helena.
Gedurende haar zangcarrière werd zij dertig jaar lang begeleid door Los Gemelos, twee gitaarspelende broers, Santiago en Julián López Hernández. Met hen legde zij zich vooral toe op liedteksten en gedichten uit diverse Spaanstalige landen. Met een van oorsprong Peruaans lied, El rosario de mi madre ('De rozenkrans van mijn moeder') boekte ze een wereldwijd succes. Zo werd ze de eerste Spaanse zangeres die optrad in de Royal Albert Hall in Londen. Later verzorgde ze ook een optreden in Madison Square Garden in New York.
Ondanks haar muzikale succes kon ze het optreden in het theater niet laten. Op zestigjarige leeftijd speelde ze de titelrol in "Candida" van Shaw. Dat ze in Spanje beschouwd werd als een van de grootste artiesten, werd wel bewezen in 2012, toen diverse artiesten een cd opnamen als eerbetoon aan María Dolores. Zij zong hier haar grootste successen in duet-vorm met ieder van hen. In februari 2012 moest ze vanwege een luchtwegaandoening enkele optredens afzeggen en in mei van dat jaar liet ze weten definitief op te houden met tournees. In juni 2013 kwam ze tijdens een concert van Miguel Poveda nog één keer optreden in de stierenvechtersarena van Madrid; het zou haar laatste publieke optreden worden.
Op 7 oktober 2016 werd ze benoemd tot lid van de Burgerorde van Alfonso X de Wijze, een belangrijke Spaanse onderscheiding. Ze overleed anderhalf jaar later op 93-jarige leeftijd en werd begraven op het Almudena-kerkhof te Madrid.
- Biblioteca Nacional de España: XX870698
- Bibliothèque nationale de France: cb14217357r (data)
- Catàleg d'autoritats de noms i títols de Catalunya: 981058511385106706
- International Standard Name Identifier: 0000 0000 7841 1097
- Library of Congress Control Number: no00064755
- MusicBrainz: 209775df-4c76-4a74-be67-f0f425186dea
- Nationale Bibliotheek van Tsjechië: xx0192623
- SNAC: w6tx6rzh
- Virtual International Authority File: 79178355
- WorldCat: E39PBJxxfyBHCtQGpwyby8pQMP